# Desdemona (hold)
A Dezdemóna (angolul Desdemona, ideiglenes jelöléssel S/1986 U 6) az Uránusz ötödik holdja. Távolsága az Uránusz középpontjától kb. 62 680 km, átmérője pedig 64 km. A legtöbb Uránusz-holdhoz hasonlóan a Voyager–2 szonda fedezte fel 1986-ban. Nevét William Shakespeare Othello című művének alakjáról kapta.
A hold a következő 100 millió évben ütközhet a Kresszidával, az Uránusz egy másik holdjával, pályájuk hasonlósága miatt.

## Külső hivatkozások
- A Desdemona a NASA oldalán
- Az Uránusz holdjai, Scott S. Sheppard